# در سکوت
در سکوت اولین تجربه کارگردانی ژرژ هاشم‌زاده، سینماگر ایرانی ارمنی تبار است که در سال ۱۳۹۴ اکران شده است

## خلاصه داستان
سودابه پس از سالها به ایران بازمی‌گردد تا از عذاب وجدان رهایی یابد، اما باید رازی را بازگو کند که گفتن راز برایش دشوار است...

## بازیگران
| بازیگر          | نقش    |
| --------------- | ------ |
| فاطمه معتمدآریا | سودابه |
| سعید پورصمیمی   | خسرو   |
| ویشکا آسایش     | مهشید  |
| سوگل خلیق       | ستاره  |
| احترام برومند   | پری    |
| پانته‌آ پناهی ها | فیروزه |
| محمدرضا غفاری   | بهرام  |
| علیرضا کمالی    | فرید   |